# Teddybjörnen Fredriksson
"Teddybjörnen Fredriksson" är en visa skriven av Lasse Berghagen. Den presenterades 1969.

## Textinnehåll
Sången handlar om hur sångens jag-person som liten hade en teddybjörn, liksom hur jaget sedan blir stor och då ger sitt barn en teddybjörn i födelsedagspresent. Därmed förs en familjetradition vidare. 
Med sången blev Berghagen känd för barnpubliken. Den riktiga Teddybjörnen Fredriksson förvaras numera (1999) i en låst monter på Leksaksmuseet i Stockholm. Lasse Berghagen har själv designat en nalle baserad på sin egen barndoms nalle i samarbete med Nallegram och BRIS.

## Utgivningar och mottagande

### 1969
Ann-Louise Hanson spelade som första artist in visan på grammofonskiva. Den presenterades i mars år 1969 som B-sida till singeln "Svenska flicka".
Senare samma år gjorde Lasse Berghagen en egen insjungning av låten. Visan om teddybjörnen var då B-sida till singeln "Skulle jag kunna döda dig". Den floppade den första gången den testades till Svensktoppen men kom trots det så småningom att bli en av Lasse Berghagens mest populära sånger. Lasse Berghagens inspelning låg på Svensktoppen i två veckor under perioden 21-28 december 1969, med nionde respektive tionde plats som resultat där.
Berghagen framförde den i Sveriges Television för första gången tillsammans med Lasse Lönndahl.

### Senare utgivningar
År 1996 spelade Lasse Berghagen och den då 12-åriga Sanna Nielsen in sången i duett, för Sanna Nielsens debutalbum Silvertoner. Låten spelades år 2009 även in av Emilia Rydberg.
Carina Wessman spelade in sången med text på engelska av Björn Håkanson, som "Teddy Bears and Sunday School" på albumet Don't Speak Bad About My Music från 1980.

## Betydelse
Sången sjungs ofta i Sveriges förskolor och grundskolor, och den har flera gånger blivit framröstad som den populäraste barnvisan. För Lasse Berghagen har "Teddybjörnen Fredriksson" blivit ett obligatoriskt extranummer vid hans shower och konserter. 
2010, i den första säsongen av TV-programmet Så mycket bättre fick man höra September tolka sången. I avsnittet berättade hon även att "Teddybjörnen Fredriksson" var en av hennes favoritsånger då hon växte upp.

## Publikation
- Barnvisboken, 1977, som "För längesen" ("Teddybjörnen Fredriksson")
- Barnens svenska sångbok, 1999, under rubriken "Djur och natur".